# نیو همپدن (ویرجینیا)
نیو همپدن (به انگلیسی: New Hampden) یک منطقهٔ مسکونی در ایالات متحده آمریکا است که در شهرستان هایلند، ویرجینیا واقع شده‌است. نیو همپدن ۷۹۱٫۸۸ متر بالاتر از سطح دریا واقع شده‌است.